# Franz Xaver Endt
Franz Xaver Endt (* 11. Januar 1891 in Groß Borowitz; † 16. März 1944 in Brieg) war ein deutscher römisch-katholischer Geistlicher und Märtyrer.

## Leben
Franz Xaver Endt wurde am 25. Juni 1916 in Königgrätz zum Priester geweiht. Er war Kaplan in Hohenelbe und ab 1923 Pfarrer in Oberaltstadt. Als Gegner der Nationalsozialisten und enger Mitarbeiter von Emmanuel Reichenberger wurde er am 9. September 1941 von der Gestapo verhaftet und unter der falschen Anklage von Sittlichkeitsvergehen zu zweieinhalb Jahren Zuchthaus verurteilt. Kurz vor seiner Entlassung aus dem Zuchthaus Brieg starb er am 16. März 1944 im Alter von 53 Jahren.  

## Gedenken
Die Römisch-katholische Kirche in Deutschland hat Franz Xaver Endt als Märtyrer aus der Zeit des Nationalsozialismus in das deutsche Martyrologium des 20. Jahrhunderts aufgenommen.